# Kenton County
Kenton County är ett administrativt område i delstaten Kentucky, USA, med 159 720 invånare. De administrativa huvudorterna (county seat) är Covington och Independence. 

## Geografi
Enligt United States Census Bureau så har countyt en total area på 426 km². 420 km² av den arean är land och 6 km² är vatten. 

### Angränsande countyn

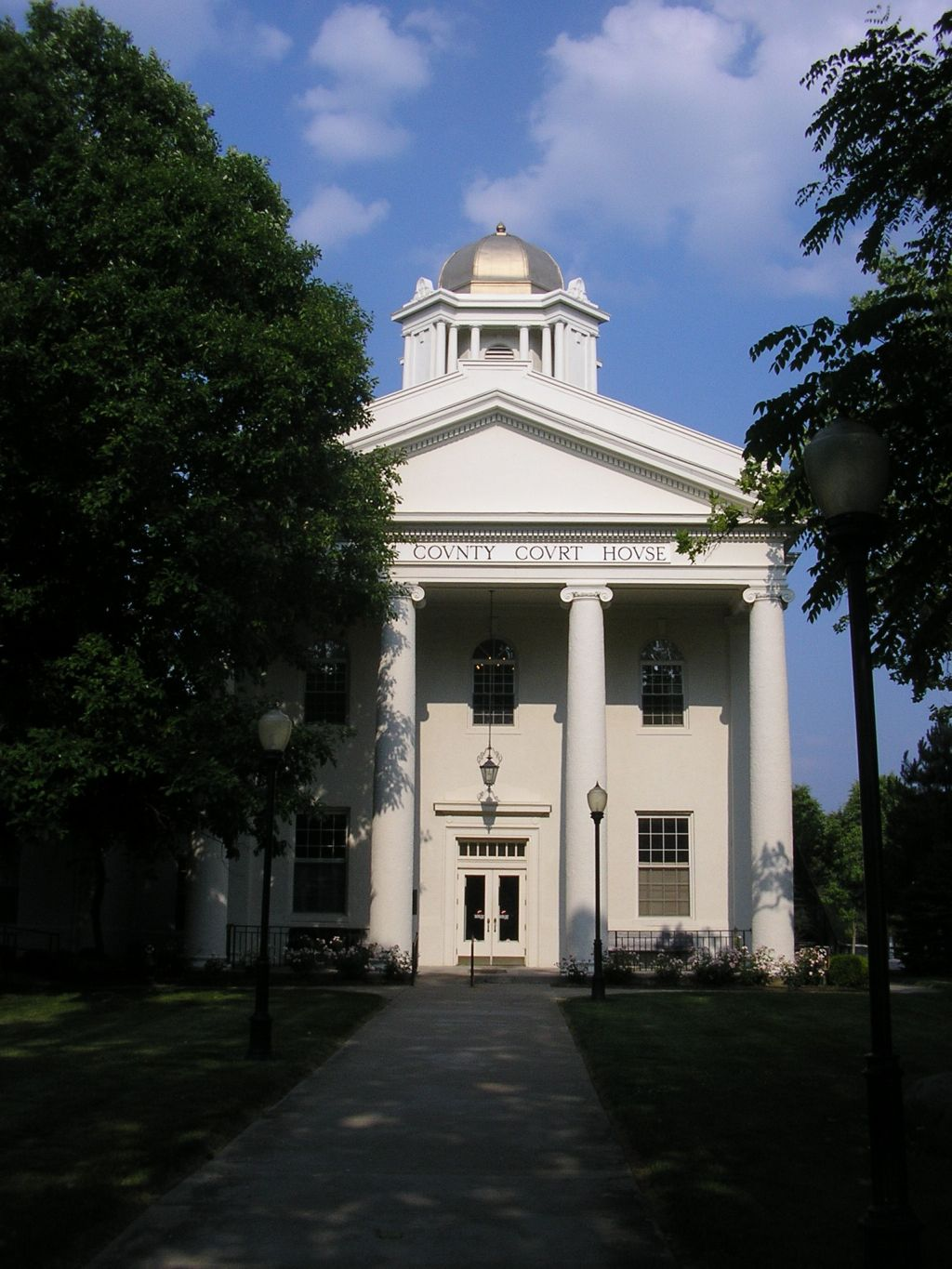
Kenton County Courthouse i Independence.

- Hamilton County, Ohio - nord
- Campbell County - öst
- Pendleton County - sydost
- Grant County - sydväst
- Boone County - väst